# Кожевников (Октябрський район)
Коже́вников (рос. Кожевников) — хутір у складі Октябрського району Оренбурзької області, Росія.

## Населення
Населення — 4 особи (2010; 11 у 2002).
Національний склад (станом на 2002 рік):
- казахи — 73 %
- таджики — 27 %